# Palm City
Palm City ist  ein census-designated place (CDP) im Martin County im US-Bundesstaat Florida. Das U.S. Census Bureau hat bei der Volkszählung 2020 eine Einwohnerzahl von 25.883 ermittelt. 

## Geographie
Palm City wird im Osten durch den St. Lucie River von der Stadt Stuart getrennt und liegt etwa 140 Kilometer nördlich von Miami. Der CDP wird von der Interstate 95, dem Florida’s Turnpike (mautpflichtig) sowie von der Florida State Road 714 durchquert bzw. tangiert.

## Demographische Daten
Laut der Volkszählung 2010 verteilten sich die damaligen 23.120 Einwohner auf 10.806 Haushalte. Die Bevölkerungsdichte lag bei 610,0 Einw./km². 95,4 % der Bevölkerung bezeichneten sich als Weiße, 1,1 % als Afroamerikaner, 0,1 % als Indianer und 1,6 % als Asian Americans. 0,6 % gaben die Angehörigkeit zu einer anderen Ethnie und 1,3 % zu mehreren Ethnien an.
waren Weiße, 1,1 % Afroamerikaner, 0,1 % Ureinwohner und 1,6 % Asian Americans. 0,6 % waren Angehörige anderer Ethnien und 1,3 % verschiedener Ethnien. 5,4 % der Bevölkerung bestand aus Hispanics oder Latinos.
Im Jahr 2010 lebten in 28,0 % aller Haushalte Kinder unter 18 Jahren sowie 42,3 % aller Haushalte Personen mit mindestens 65 Jahren. 71,5 % der Haushalte waren Familienhaushalte (bestehend aus verheirateten Paaren mit oder ohne Nachkommen bzw. einem Elternteil mit Nachkomme). Die durchschnittliche Größe eines Haushalts lag bei 2,35 Personen und die durchschnittliche Familiengröße bei 2,79 Personen.
22,9 % der Bevölkerung waren jünger als 20 Jahre, 12,1 % waren 20 bis 39 Jahre alt, 31,2 % waren 40 bis 59 Jahre alt und 33,7 % waren mindestens 60 Jahre alt. Das mittlere Alter betrug 50 Jahre. 47,1 % der Bevölkerung waren männlich und 52,9 % weiblich.
Das durchschnittliche Jahreseinkommen lag bei 73.346 $, dabei lebten 5,1 % der Bevölkerung unter der Armutsgrenze.
Im Jahr 2000 war Englisch die Muttersprache von 95,15 % der Bevölkerung, spanisch sprachen 2,76 % und 2,09 % hatten eine andere Muttersprache.